# 国際連合安全保障理事会決議853
国際連合安全保障理事会決議853（こくさいれんごうあんぜんほしょうりじかいけつぎ853、英: United Nations Security Council Resolution 853）は、1993年7月29日に国際連合安全保障理事会で採択された決議である。決議822を再確認した上で、アルメニアとアゼルバイジャンの関係の悪化に懸念を表し、アゼルバイジャンのアグダム県と他の地域の占領を非難し、アルメニアの占領地域からの完全撤退を要求した。
安保理は、即時停戦を要求した上で、市民への攻撃と居住地域への爆撃に言及し、現地における国際的な人道支援を無制限に行えるようにすることを要求した。また、このプロセスの一環としてエネルギー、輸送、経済のつながりの修復を求め、国際連合事務総長ブトロス・ブトロス＝ガーリと他の国際機関に対して避難民への救援を提供するように要請した。
また、紛争終結に向けた努力について、ヤン・エリアソン率いる欧州安全保障協力機構ミンスクグループの仕事を称賛した一方で、紛争による破壊効果に対して懸念を表した。この点について、当事国に対して、問題の平和的な解決を阻害するようなあらゆる行動を控え、ミンスクグループ内で交渉するように要請し、ミンスクグループによる現地の監視任務の準備を歓迎した。
さらに、アルメニア政府に対して、アゼルバイジャンのナゴルノ・カラバフのアルメニア人がミンスクグループによる直近の決議かつ提案である決議822を遵守するために影響力を及ぼすように求め、各国に対して、紛争を激化させ得る兵器や弾薬の提供を控えるように要請した。
最後に、ナゴルノ・カラバフ戦争に関する2つめの決議として、国連事務総長に対して、欧州安全保障協力機構とミンスクグループの各責任者と相談した上で、現地の動向に関する最新情報を引き続き報告するように要求した。